# Senkakuøerne
Senkaku-øerne (japansk 尖閣諸島; Senkaku-shotō), tillige kendte som Diaoyuøerne (Folkrep. Kina: 釣魚島/釣魚台; Diaoyutai, Diaoyu; Taiwan: 釣魚台列嶼, Tiao Yu Tai), er en for tiden ubeboet øgruppe i det Østkinesiske Hav. Den ligger nord for Ryukyuøernes sydvestligste del Sakishimaøerne og nordøst for Taiwan.
Japan, Kina og Taiwan har alle tre gjort krav på området. Øerne forvaltes af Japan og har siden 1895 været i japansk besiddelse.

## Tilhørsforhold
Det er usikkert hvornår, øerne blev opdaget. De tidligste dokumenterede kontakter skete først omkring 1372 under det kinesiske Ming-dynasti, som imidlertid intet foretog sig for at sikre sig øernes besiddelse.
Under 1. japansk-kinesiske krig erobrede Japan øen Taiwan og Diaoyu-øerne, som formelt tilfaldt Japan i 1895. Efter 2. verdenskrig blev området besat af USA, som forvaltede øerne frem til 1972, da de blev tilbagegivet til Japan. Diaoyu-øernes tilhørsforhold til Japan blev aldrig imødegået under den amerikanske besættelse. 

## Geografi
Senkaku-øerne ligger i det Østkinesiske Hav 425 km sydvest for de japanske Okinawa-øer, 420 km øst for Kina, 250 kilometer nordøst for Taiwans nordspids og omtrent lige så langt nord for de nærmeste af de japanske Ryukyu-øer (Iriomote og Ishigaki).
Havet omkring øerne er rigt på fisk og formodes at have store olie- og naturgas-forekomster.
Øerne har vulkansk oprindelse og har et areal på omkring 6,3 km². Den højeste toppe ligger 362 m over havet, på hovedøen. Øgruppen består af otte øer.
Deres navne på japansk/kinesisk:
- Uotsuri-jima / Diaoyu Dao, hovedøen, 3,82 km²
- Kita-kojima / Beixiao Dao, 0,31 km²
- Kuba-jima / Huangwei Yu, 0,91 km², 31 km fra hovedøen
- Minami-kojima / Nanxiao Dao, 0,40 km²
- Taishō-jima / Chiwei Yu, 0,06 km², 108 km fra hovedøen

samt klippeøerne
- Oki-no-Kitaiwa / Da bei xiao dao
- Oki-no-Minamiiwa / Da nan xiao dao
- Tobise / Fei lai dao

Øgruppen udgør geografisk en del af Sakishima-øerne, sammen med Miyako-øerne og Yaeyama-øerne.
Forvaltningsmæssigt udgør øgruppen en del af Ishigaki-stad i Okinawa prefekturet i Japan.
Taiwans hævder, at øgruppen hører under staden Toucheng i Yilan i Taiwanprovinsen. Også Folkerepublikken Kina henregner øgruppen til denne by, amt og provins, idet folkerepublikken fortsat betragter Taiwan som en del af Kina.

## Historie
Det er usikkert hvornår Ryukyu-øerne blev opdaget. Den oftest hævdede teori mener, at øernes tidligste indbyggere kom over en forhistorisk landbro fra Kina med senere tilskud af austronesere, mikronesere og japanere, som blandede sig med urbefolkningen.
Sten- og muslingeskalsredskaber fra 2.500 år tilbage er blevet gravet frem i køkkenmøddinger på Sakishima-øerne.  Disse kulturer bliver inddelte i den tidlige som svarar til den japanske Jomon-kultur og den senere køkkenmødding-periode, som modsvarer Yayoi-perioden.
De første dokumenterede kinesiske tekster stammer fra år 603, då Kina sendte en delegation til Okinawa med krav om, at de skulle underkaste sig den kinesiske kejser. Okinawas befolkning nægtede, og år 610 invaderedes øen med henblik på at gøre den til en kinesisk vasalstat, hvilken stillin den havde de næste 500 år. Sakishima-øernes første dokumentation findes i Shoku Nihongi (797), hvor det siges, at år 714 Ō no Ason Okeji (太朝臣遠建治) gjorde visit hos Dazaifu med 52 øbore fra Amami (奄美), Shigaki (信覚), Kumi (球美) og andre øer. Shigaki antages at være nutidens Ishigaki (石垣), Kumi er Kume (久米) eller Komi (古見), en bosættelse på Iriomote.

### Japanskt og amerikansk styre
Den japanske stat annekterede formelt øerne den 14. januar 1895. Omkring 1900 konstruerede den japanske entreprenør Koga Tatsushirō (古 贺 辰 四郎) et forarbejdningsanlæg for bonito på øerne med 200 ansatte. Virksomheden var ikke rentabel og blev nedlagt i 1940, og øerne har siden været ubeboede.] I 1970-erne solgte Koga Tatsushirōs ætlingar Zenji og Hanako Tatsushirō fire øer til Kurihara-familien i Saitama prefektur. Kunioki Kurihara blev ejere af Uotsuri, Kita-Kojima og Minami-Kojima. Kuniokis søster ejer Kuba. 
Øerne kom under amerikansk okkupation 1945 efter, at Japans kapitulation afsluttede Stillehavskrigen. 1969 identifierede FN.s økonomiske kommission for Asien og Fjernøsten potentiella olie- og gasreserver i nærheden af Senkaku-øerne. I 1971 togs återgångsfördraget med Okinawa af det amerikanska senat, og øerne blev tilbagegivet til japansk kontrol 1972. Men de taiwanesiske og kinesiske regeringer begyndte officielt at erklære ejerret til øerne 1972. 
Efter som øerne var tilbagegivet til den japanske regerings kontrol i 1972, har borgmesteren i Ishigaki fået formel magt over territoriet. Den japanske stat har dog forbudt Ishigaki at lade foretage lantmålinger eller at udnytte øerne. 1979 udsendtes en officiel delegation fra den japanske regering bestående af 50 akademikere, regeringstjenestemænd fra udenrigs- og transportministerierne, tjenestemænd fra den senere nedlagte Okinawa Development Agency og Hiroyuki Kurihara. De besøgte øerne og boede på Uotsuri i fire uger. Delegationen kortlagde det lokale økosystem, fandt muldvarper og får, studerede det lokale marine liv og undersøgte, om øerne skulle klare en menneskelig bosættelse.
Fra 2002 til 2012 betalte indenrigs- og kommunikationsministeriet Kurihara-familjen 25.000.000 yen per år for at leje Uotsuri, Minami-Kojima og Kita-Kojima. Japans forsvarsdepartement lejer Kuba-øen for et hemmeligt beløb. Kuba anvendes af det amerikanske militær som øvelsesområde for flyvebombning. Den japanske stat ejer Taisho-øen i sin helhed.

## Suverænitetsdiskussionen
Siden opdagelsen i 1968, at oliereserver kunne forekomme under havet nær øerne, er Japans suverænitet over dem blevet bestridt af Folkerepublikken Kina (Kina) og Republikken Kina (ROC, Taiwan) som en følge af, at USA tilbagegav deres forvaltning til Japan i 1971. Kineserne hævder, at øerne blev opdagede og har været under deres kontrol 1300-tallet, hvilket er udokumenteret. Japan styrede ubestridt øerne fra 1895 til landets kapitulation i slutningen af 2. verdenskrig. USA administrerede dem som en del af USA:s Civil Administration af Ryukyu-øerne fra 1945 til 1972, da øerne blev tilbagegivet til japansk overhøjhed ved aftalen om Okinawas tilbagegivelse mellem USA og Japan.
USA okkuperede øerne fra 1945 til 1972. Såvel PRC som Japan fremførte sine suverænitetskrav på øerne til FN's sikkerhedsråd på det tidspunkt, da USA overførte sin administrative magt till Japan. Skønt USA ikke har nogen officiel position angående de modstridende suverænitetskrav, så er øerne inkluderede i Sikkerhedspagten mellem USA og Japan, hvilket betyder, at et japansk forsvar af øerne kan fremtvinge støtte fra USA's militær.
I september år 2010 torpederede en kinesisk fiskebåd to japanske kystbevogtningsbåde ved Senkaku. Japanerne fangede kaptajnen, men de gav hurtigt efter for kinesiske påtrykninger og omfattende anti-japanske demonstrationer, og kaptajnen blev frigivet. Kina krævede tilmed en officiel undskyldning. Svaret blev antikinesiske demonstrationer i Japan.
Den 17. december 2010 erklærede Ishigaki "14. januar" for "Pionerdagen" for at markere Japans annektering af Senkaku-øerne 1895. Kina fordømte Ishigakis beslutning.
2012 meddelte både Tokyos og Japans centralregeringer planer om at forhandle om køb af Uotsuri, Kita-Kojima og Minami-Kojima fra Kurihara-familien. Den 15. august 2012 gik kinesiske aktivister i land på en af øerne, hvortil de var sejlet med båd fra Hongkong. De blev arresterede af japansk kystbevogtning, hvilket medførte, at Kina indleverede en diplomatisk protest til Japan. Japan har besluttet at udvise aktivisterne og har på sin side indgivet en diplomatisk protest til Kina. Stemningen blev pisket op i begyndelsen af august, da en gruppe kinesiske aktivister formåede at komme forbi den japanske kystbevogtning og opstillet et kinesisk flag på en af øerne. De blev senere arresterede af den japanske kystbevogtning, hvilket fik Kina at indlevere en diplomatisk protest til Japan. For at undgå en krise udvistes aktivisterne, men konflikten intensiveredes den 19. august, da japanske aktivister på deres side organiserede en nationalistisk demonstration.
 Krisen er siden yderligere forværret.
Den 11. september 2012 nationaliserede den japanske regering sin kontrol over Minamikojima, Kitakojima og Uotsuri-øerne ved at købe dem af Kurihara-familien for 2 milliarder yen. Kinas udenrigsministerium protesterede og erklærede, at Peking ikke ville "læne sig tilbage og se dets territoriale suverænitet krænket." Efter dette fulgte de hidtil mest aggressive demonstrationer mod japanerne i dette spørgsmål. 
|  |  |  |

Kina sendte først seks patruljebåde for at markere, at øerne var deres og for at vise sin utilfredshed. Mandag aften den 17. september ankom 1.000 kinesiske fiskebåde på privat kinesisk initiativ.